# Helle (rivière)

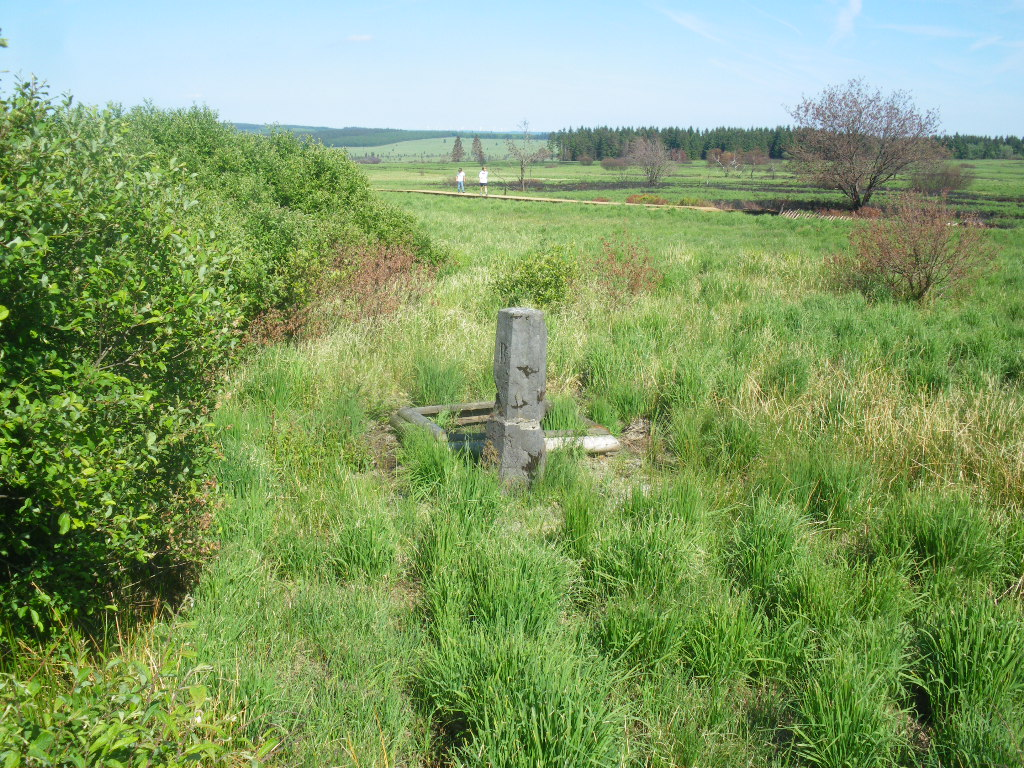
La Fontaine Perigny, l'une des sources de la Helle, à proximité de la Baraque Michel. S'y trouve également l'une des bornes de l'ancienne frontière entre la Belgique et la Prusse.

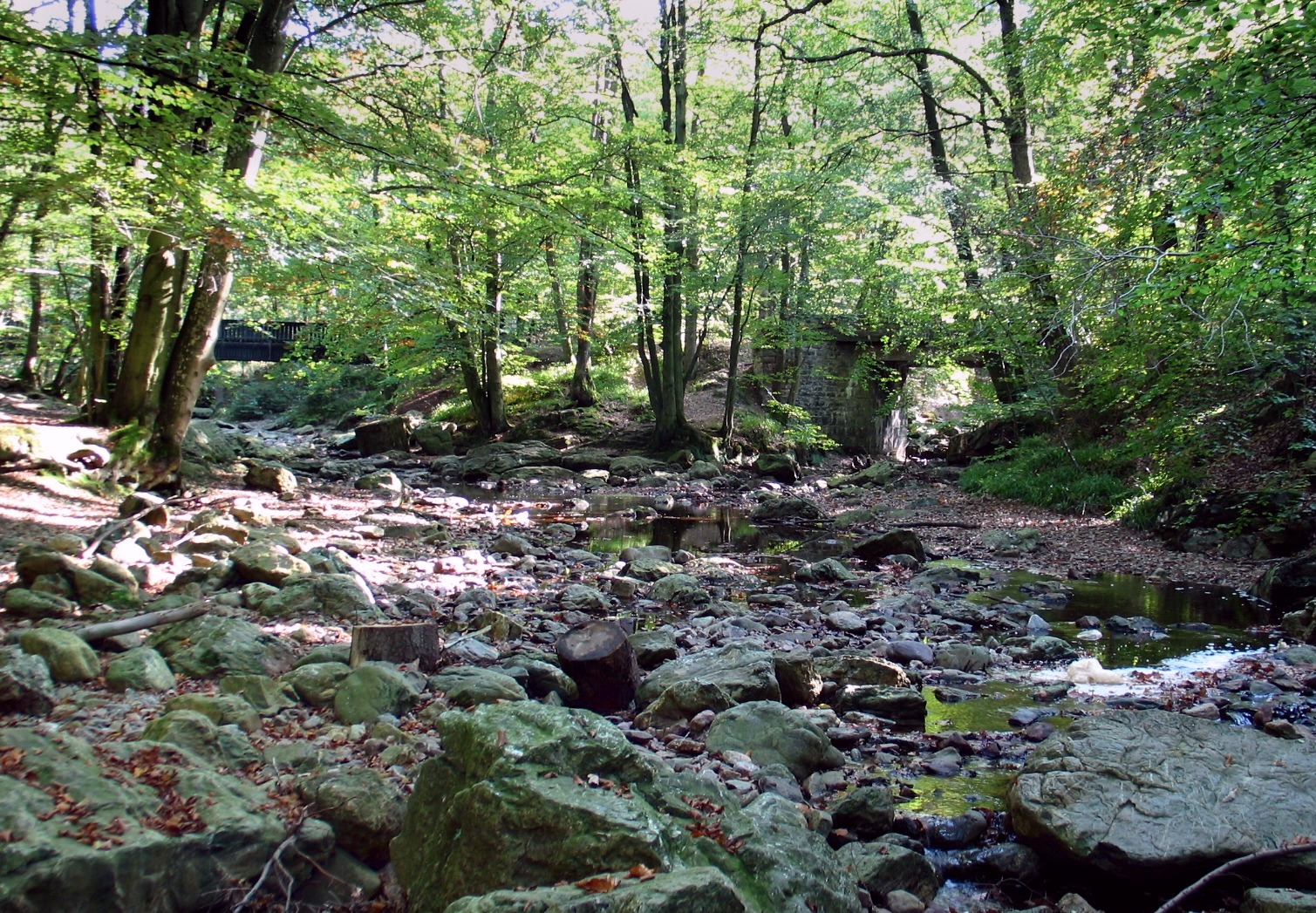
Au confluent de la Helle (à gauche) et de la Soor.

La Helle (allemand : Hill) est une petite rivière de Belgique et un affluent en rive gauche de la Vesdre, donc un sous-affluent de la Meuse par l'Ourthe.

## Géographie
Issue des Hautes Fagnes, elle prend source dans les environs de la Baraque Michel. Ses deux sources nommées sont la Verdte Fontaine (la source réelle) et la Fontaine Perigny (issue d'un drain artificiel), à proximité du site de fouilles de la Via Mansuerisca. Son confluent avec la Vesdre se trouve quelque 20 kilomètres plus loin vers le Nord, à Eupen. Fait relativement rare en Belgique pour une rivière d'une telle longueur, son cours ne croise aucune route si ce n'est une route locale à proximité de son embouchure avec la Vesdre. Ses principaux affluents sont le Spoorbach et la Soor. La vallée est empruntée par le sentier de grande randonnée GR 573.
Après environ 5 kilomètres de parcours parmi les tourbières hautes du plateau des Fagnes, en rive droite la Fagne des Wez puis la Fagne wallonne, et en rive gauche la Grande Fagne puis la Fagne des Deux-Séries, la vallée se creuse progressivement. Elle quitte le plateau au lieu-dit Rakesprée, au niveau d'un pont et à la limite de la Fagne wallonne, où s'est tenu pendant plus d'un millénaire une foire aux bestiaux annuelle à la date de la Saint-Michel (29 septembre).  La rivière coule ensuite parmi les tourbières basses du Petit et du Grand Bongard, matinées de chênaies et de boulaies.
Le confluent avec le Spoorbach se trouve à environ 10 kilomètres des sources de la Helle, à proximité du lieu-dit Herzogenhügel. Le lieu est remarquable à divers titres :
- à cet endroit, la rivière quitte définitivement son parcours fagnard pour pénétrer au cœur du Hertogenwald.
- il s'agissait d'un point trifrontière (voir infra).

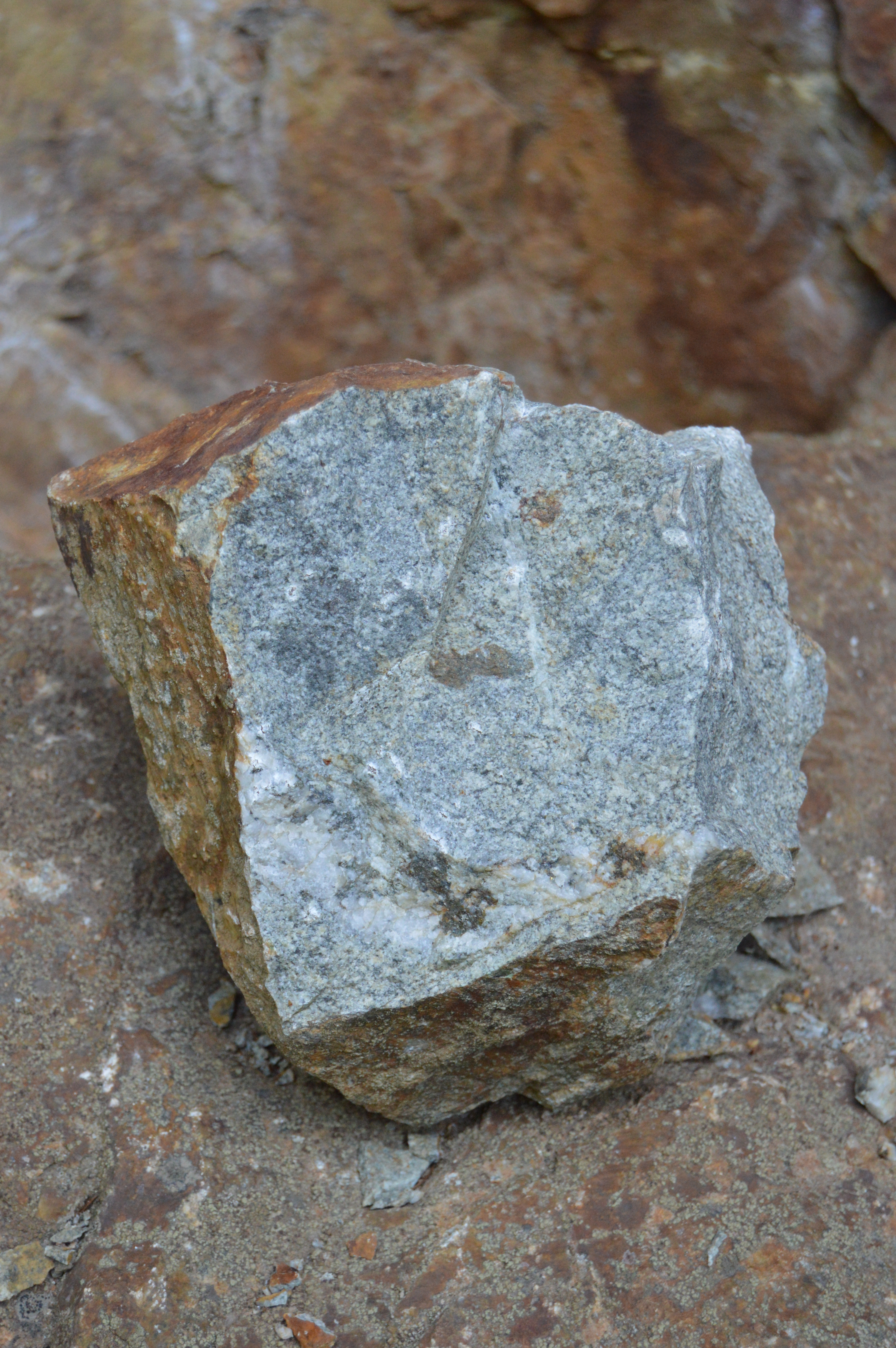
Tonalite de la Helle.

- en la carrière située à proximité peut être observée une trace de tonalite. C'est le seul gisement de roche volcanique pouvant être observée en Belgique orientale (proche de l'Eifel volcanique, plus à l'est). Pas moins de 31 minéraux différents sont observables, dont la molybdénite[3],[4],[5],[6],[7].
- divers pouhons se trouvent à proximité du confluent et de la carrière elle-même.

En 1952, un petit barrage et un tunnel de 1,5 km furent construits pour alimenter le lac du barrage de la Vesdre. Celui-ci relie la Helle à la Gethe peu avant que celle-ci ne se jette dans le lac du barrage, en passant sous la crête et la route nationale 67 (nl) Eupen-Montjoie au niveau de la Maison Ternell. Ce surplus de débit permet une meilleure alimentation en eau pour le textile et la consommation alimentaire, de même que pour la production d'électricité.
Un ouvrage d'art similaire, avec les mêmes buts, relie la Soor à la Gileppe, pour alimenter la retenue d'eau du barrage de la Gileppe.  
La Soor rejoint la Helle en rive gauche, au lieu-dit Pont Guerrier, 3 km avant qu'elle ne se jette elle-même dans la Vesdre.

## Étymologie
Helle signifierait « rivière claire ». Son nom wallon est « Lu Rû dol Dukée », le "ruisseau de la (forêt) ducale". Soit le Hertogenwald.
Elle est aussi dénommée « Rui du Duché » sur la carte Ferraris.

## La Helle, frontière d'états
Sous l'Empire romain, elle sera la limite administrative entre les cités de Tongres -Civitas Tungrorum-, et Cologne -Civitas Agrippinensium. Vers le sud, cette limite sera matérialisée par la Hoëgne et l'Eau Rouge.
Du haut Moyen Âge jusque 1795, la Helle est frontière entre plusieurs des états se partageant le territoire des Hautes Fagnes. Elle sépare ainsi le duché de Limbourg (en rive gauche) de celui du  Luxembourg, de sa source jusqu'au confluent avec le ruisseau du Miesbach. Puis le Limbourg du duché de Juliers du confluent avec Miesbach jusqu'à celui avec le Spoorbach.
De 1815 à 1919, la rivière est frontière entre la Prusse et le Royaume des Pays-Bas puis la Belgique à partir de 1839, de la source jusqu'aux limites de la ville d'Eupen. Cette limite est restée comme frontière communale entre Baelen-Membach et Eupen.